# Dicranomyia subdichroa
Dicranomyia subdichroa är en tvåvingeart som beskrevs av Evgenyi Nikolayevich Savchenko 1974. Dicranomyia subdichroa ingår i släktet Dicranomyia och familjen småharkrankar.
Artens utbredningsområde är Turkmenistan. Inga underarter finns listade i Catalogue of Life.